# Aredale
Aredale és una població dels Estats Units a l'estat d'Iowa. Segons el cens del 2000 tenia 89 habitants.

## Demografia
Segons el cens del 2000, Aredale tenia 89 habitants, 36 habitatges, i 23 famílies. La densitat de població era de 34,4 habitants per km².
Dels 36 habitatges en un 30,6% hi vivien nens de menys de 18 anys, en un 50% hi vivien parelles casades, en un 5,6% dones solteres, i en un 36,1% no eren unitats familiars. En el 36,1% dels habitatges hi vivien persones soles el 27,8% de les quals corresponia a persones de 65 anys o més que vivien soles. El nombre mitjà de persones vivint en cada habitatge era de 2,47 i el nombre mitjà de persones que vivien en cada família era de 3,09.
Per edats la població es repartia de la següent manera: un 25,8% tenia menys de 18 anys, un 11,2% entre 18 i 24, un 16,9% entre 25 i 44, un 24,7% de 45 a 60 i un 21,3% 65 anys o més.
L'edat mediana era de 38 anys. Per cada 100 dones de 18 o més anys hi havia 106,3 homes.
La renda mediana per habitatge era de 32.500 $ i la renda mediana per família de 40.625 $. Els homes tenien una renda mediana de 27.500 $ mentre que les dones 18.750 $. La renda per capita de la població era de 15.579 $. Cap de les famílies i el 5,3% de la població estaven per davall del llindar de pobresa.

## Poblacions més properes
El següent diagrama mostra les poblacions més properes.